# Ursus und die Sklavin des Teufels
Ursus und die Sklavin des Teufels (Originaltitel: Ursus il terrore dei Kirghisi) ist ein mythologischer Abenteuerfilm aus italienischer Produktion. Antonio Margheriti wird als Regisseur geführt; die deutsche Erstaufführung fand am 16. Dezember 1966 statt. Alternativtitel des Filmes ist Ursus, Schrecken der Kirgisen, DDR-Titel war Ursus greift ein.

## Handlung
Das friedliche Tal von Sura wird vom Auftauchen eines Ungetüms verschreckt, das offenbar wahllos Menschen angreift und tötet. Die Bewohner verdächtigen die benachbarten Tscherkessen, die vor einiger Zeit eingewandert sind; das Monster verschont sie. Deren Anführer Ursus wird vor allem vom Häuptling der Talbewohner, Zereteli, kritisch beäugt, da sich die Königin des Tales Aniko in ihn verliebt hat. Zereteli verdächtigt Ursus, Komplize des Monsters zu sein. Als auch der Bruder von Ursus, Ido, vom Ungetüm mit einem Ursus gehörenden Messer angegriffen wird, hegt selbst dieser Zweifel. Bei seinen Nachforschungen entdeckt er eine Höhle mit einer Geheimtür und trifft auf Aniko, die vermeintliche Tochter des vor Jahren ermordeten Großen Khans, mit der Zereteli sich verheiraten möchte. Aniko offenbart ihm, dass sie eine geheime Beziehung mit Ursus hat und will ihm eine Nachricht übergeben. Sie mischt ihm ein Zauberpulver in den Wein, wodurch er einschläft. In der Nacht machen die Tscherkessen Jagd auf das Ungeheuer, wobei dieses mehrere Krieger tötet und Ursus schwer verwundet. Als die Nachricht davon Zereteli erreicht, greift dieser mit seinen Kriegern Meliva, das wehrlose Dorf der Tscherkessen, an und lässt alle Bewohner töten. Einen seiner Männer lässt er verwundet zurück, damit dieser Ursus später töten kann. Als die Tscherkessen zum Dorf zurückkehren, finden sie nur noch brennende Hütten und Leichen vor. Sie bringen Ursus zu einem Heiler in den Bergen und nehmen auch den Ligurer mit. Der Heiler kann Ursus Leben retten, doch der Ligurer versucht Ursus auf dem Krankenlager zu erstechen. Kato, die seit ihrer Jugend bei den Tscherkessen lebt, aber ihr Gedächtnis verloren hatte, erkennt nun den Ligurer als Mörder des Großen Khans wieder. Sie kann den Ligurer lange genug aufhalten, bis ein Krieger ihn tödlich verwunden kann. Dabei wird sie selbst aber verletzt und verliert das Bewusstsein. Bevor er stirbt, gesteht der Ligurer Ursus den Mord am Großen Khan.
Ido und Fredo sind inzwischen vor Ligurern in die Höhle geflohen. Als Fredo dort von dem Zaubertrank trinkt, verwandelt er sich in das Ungeheuer und greift Ido an. Als er diesen gerade erwürgen will, trifft Aniko ein. Das Ungeheuer ist dadurch abgelenkt und Ido kann es überwältigen und in einen Abgrund stürzen. Als er hinunterblickt, sieht er aber nur die Leiche Fredos. Aniko zeigt ihm den Ausgang, doch vor der Höhle werden sie von den Ligurern angegriffen. Diese nehmen Ido gefangen und Aniko flieht in die Höhle. Die Ligurer verbarrikadieren diese mit einem großen Stein. Ido wird nach Sura, die Hauptstadt Zeretelis, gebracht und teilt sich dort die Zelle mit einem Ligurer, den Zereteli foltern ließ, weil er als Bote für Aniko arbeitete. Dieser erzählt ihm die Wahrheit über Aniko, ehe er seinen Verletzungen erliegt.
Derweil sammeln die Tscherkessen ihre Stämme für einen Angriff auf Sura. Ursus kann mit seinen Kriegern die Stadt einnehmen. Als er von Zereteli erfährt, dass Aniko in der Höhle bei dem Ungeheuer ist, reitet er sofort dorthin. Ido wird von den Tscherkessen befreit und macht sich sofort auf die Suche nach seinem Bruder. Ursus hat inzwischen die Höhle erreicht und Aniko befreit. Als er ihr berichtet, dass Kato die wahre Tochter des Großen Khan ist, schenkt Aniko ihm den Zaubertrank ein und Ursus verwandelt sich in das Ungeheuer. Sie lässt ihn die noch immer bewusstlose Kato entführen und zu einem Abgrund bringen, um sie dort in den Tod zu stürzen. Hinter sich zündet er den Wald an. Ido geht in die Höhle und stellt Aniko. Als sie versucht zu fliehen, stürzt sie in einen Abgrund und ihr Lederbeutel mit dem Zaubertrank läuft aus, sodass dessen Wirkung verfliegt. Ursus kommt wieder zu sich und wundert sich, wie er mit Kato in diese Gegend gekommen ist. Anschließend zerstört er einen Damm, indem er einen großen Felsen auf die Dammpalisade fallen lässt und die Wassermassen löschen den Waldbrand. Kato kommt inzwischen wieder zu sich und auch Ido trifft mit den Tscherkessen-Kriegern ein. Ido verkündet, dass Ursus das Tal vom Ungeheuer befreit habe und dieses sicher im Wald verbrannt sei.

## Kritik
Vernichtend urteilte der Filmdienst: „Kümmerliche Ausstattung, Dialoge in Sprechblasenmanier, erbärmliches Laienspiel mit viel rollenden Augen sind die Merkmale dieses viertklassigen Lichtspiels.“ Auch das Lexikon des internationalen Films meint in seiner Schlagwort-Kritik: „Verworrenes Serien-Abenteuer von primitivem Zuschnitt.“ TV Spielfilm wandelt ab: „Nahezu atemberaubend dilettantisch inszeniert.“ Auch der Evangelische Film-Beobachter hält nicht viel von dem Streifen: „Außer dem Bemühen von Magie und Telepathie ist in diesem farbigen italienischen Monsterfilm alles wie gehabt, und deshalb: ohne Empfehlung!“

## Bemerkungen
Der Film wurde zu großen Teilen von Ruggero Deodato, dem offiziellen Regieassistenten des Films, gedreht, da Antonio Margheriti mit der Fertigstellung seines Films Die Zerstörung von Rom beschäftigt war. Daneben wird kein Drehbuchautor angegeben, nur Marcello Sartarelli als Ideengeber genannt.

## Synchronisation
Hauptdarsteller Reg Park wird von Rainer Brandt gesprochen, in der DDR-Synchro 1984 von Gottfried Richter.